# Șîșațke, Reșetîlivka
Șîșațke (în ucraineană Шишацьке) este un sat în comuna Lîman Druhîi din raionul Reșetîlivka, regiunea Poltava, Ucraina.

## Demografie
Componența lingvistică a localității Șîșațke
     Ucraineană (100%)
Conform recensământului din 2001, toată populația localității Șîșațke era vorbitoare de ucraineană (100%).